# Coppa Italia (hockey su prato femminile)
La Coppa Italia  femminile di hockey su prato è la coppa nazionale hockeistica italiana, che si tiene sotto la giurisdizione della FIH ed è organizzato a cadenza annuale.
Per la stagione 2012-2013 la manifestazione è stata sospesa dalla FIH in via sperimentale, venendo sostituita per chi volesse partecipare da Coppe di Area a livello territoriale.
Dalla stagione 2017-2018 invece, ritorna la manifestazione nell'attività agonistica federale.

## Albo d'oro
- 1989-1990 -  CUS Catania
- 1990-1991 -  Lorenzoni
- 1991-1992 -  Eur
- 1992-1993 -  Lorenzoni
- 1993-1994 -  Lorenzoni
- 1994-1995 -  CUS Catania
- 1995-1996 -  CUS Catania
- 1996-1997 - (non disputata)
- 1997-1998 -  Libertas San Saba
- 1998-1999 -  Lorenzoni
- 1999-2000 -  Libertas San Saba
- 2000-2001 -  Libertas San Saba
- 2001-2002 -  Lorenzoni
- 2002-2003 -  CUS Catania
- 2003-2004 -  Mori Villafranca
- 2004-2005 -  Libertas San Saba
- 2005-2006 -  Libertas San Saba
- 2006-2007 -  Lorenzoni
- 2007-2008 -  Lorenzoni
- 2008-2009 -  Mori Villafranca
- 2009-2010 -  Lorenzoni
- 2010-2011 -  Amsicora
- 2011-2012 -  CUS Catania
- 2017-2018 -  Lorenzoni
- 2018-2019 -  Amsicora
- 2020-2021 -  Argentia
- 2021-2022 -  Argentia
- 2022-2023 -  Lorenzoni
- 2023-2024 -  Lorenzoni
- 2024-2025 -  Lorenzoni

## Vittorie per squadra
| Squadra           | Coppe vinte |
| ----------------- | ----------- |
| Lorenzoni         | 12          |
| Libertas San Saba | 5           |
| CUS Catania       | 5           |
| Amsicora          | 2           |
| Mori Villafranca  | 2           |
| Argentia          | 2           |
| Eur               | 1           |